# Santiago Kovadloff
Santiago Kovadloff (Buenos Aires, 14 de dezembro de 1942) é um filósofo, ensaísta, poeta, tradutor, antologista da literatura portuguesa e autor de contos infantis argentino. 
Kovadloff formou-se em Filosofia pela Universidade de Buenos Aires com uma tese sobre o pensamento de Martin Buber chamada “O ouvinte de Deus”. Algumas de suas obras foram traduzidas para o hebraico, português, alemão, italiano e francês e outras se espalharam por toda a Espanha
Professor honorário da Universidade Autónoma de Madrid e Doutor Honoris Causa pela Universidade de Ciências Empresariais e Sociais (UCES). Desde 1992 membro da Real Academia Espanhola, desde 1998 membro da Academia Argentina de Letras, desde 2010 pela Academia Nacional de Ciências Morais e Políticas e pela Academia Nacional de Jornalismo. Membro do Tribunal de Ética da Comunidade Judaica da Argentina até ser dissolvido.
Atua profissionalmente como professor e conferencista de filosofia. É colaborador permanente do jornal La Nación. Além disso, formou um trio de música e poesia com Marcelo Moguilevsky e César Lerner.

## Prêmios
- Pluma de Honor por la Academia Nacional de Periodismo. (2010).[1]
- Ciudadano Ilustre de la Ciudad de Buenos Aires (2019).[2]
- Premio Internacional de Ensayo Pedro Henríquez Ureña (2020),[3] conferido pela Academia Mexicana da Língua
- Gran Premio de Honor de la Fundación Argentina para la Poesía (2022)